# Fábio Previdelli
Fábio César Previdelli (Taquaritinga, 24 aprile 1974) è un allenatore di calcio a 5 ed ex giocatore di calcio a 5 brasiliano naturalizzato italiano.

## Carriera

### Club
Proveniente dalla Liga Futsal, approda nel campionato italiano nella stagione 1999-00 venendo tesserato dal Genzano. Con la formazione biancazzurra centra immediatamente l'accoppiata scudetto - Coppa Italia, esordendo nella stagione seguente anche nel Champions Tournament, concluso al terzo posto finale. Si trasferisce quindi alla Roma RCB con cui raggiunge la fase finale della prima Coppa UEFA, prima di fare ritorno al Genzano con cui firma un contratto triennale. Nell'estate 2003 l'Albacete ne comunica l'ingaggio senza aver tuttavia trovato l'accordo con la società detentrice del cartellino: il ricorso alla FIFA dà ragione alla società italiana e Previdelli a ottobre fa ritorno a Genzano. Finito ai margini della squadra, nella successiva finestra di trasferimento viene ceduto al Napoli. La stagione dei partenopei si rivela difficile sia dal punto di vista sportivo (la squadra concluderà ultima in campionato, retrocedendo in Serie A2) sia da quello economico, con i giocatori che faticano a riscuotere gli stipendi. Previdelli si accorda quindi con il Gruppo Sportivo Quartu 2000, squadra di Serie A2 che la stagione successiva diventa Cagliari. Con i sardi rimane per cinque stagioni, durante le quali vince il campionato di Serie A2 e raggiunge la finale sia dei play-off (2006-07) sia della Coppa Italia di categoria (2007-08) nonché ottiene due salvezza consecutive nella massima serie. Durante questa parentesi affianca il ruolo di giocatore a quello di allenatore di alcune formazioni giovanili del Cagliari. Giunto ormai a fine carriera, gioca in seguito con il Palestrina in Serie B e con il Domus Chia in Serie A2, prima di fare ritorno in patria dove prosegue l'attività di allenatore.

### Nazionale
In possesso della doppia cittadinanza, Previdelli ha giocato il campionato europeo 2001 concluso dalla nazionale italiana al quarto posto. Ha inoltre partecipato al torneo Quattro Nazioni in Belgio. Con la Nazionale ha disputato complessivamente 17 incontri mettendo a segno 5 gol.

## Palmarès
- Campionato italiano: 1
Genzano: 1999-00
- Coppa Italia: 1
Genzano: 1999-00
- Campionato di Serie A2: 1

Cagliari: 2007-2008